# Serra dels Avellaners
La Serra dels Avellaners és una serra del municipi de Castell de Mur situada a l'extrem sud-oest del terme, a prop del límit amb Sant Esteve de la Sarga, al Pallars Jussà. Pertanyia a l'antic terme de Guàrdia de Tremp.
És una serra de prop de dos quilòmetres de llargada, que baixa del Montsec d'Ares, concretament del Serrat de Fontfreda, a lo Pas Gran, cap al barranc del Bosc, al sud-oest del poble de Cellers. A llevant seu, paral·lela, es troba la Serra de la Mata Negra.